# Kate Devlin
Kate Devlin (nacida Adela Katharine Devlin) es una científica británica especialista en inteligencia artificial e interacción humano-computadora (HCI). Es conocida por su trabajo en sexualidad humana y robótica, fue copresidenta de la convención anual Love and Sex With Robots en 2016 en Londres, y fundadora del primer hackathon de tecnología sexual realizado en 2016 en Goldsmiths, University of Londres.
Es profesora titular en el departamento de informática de Goldsmiths, parte de la Universidad de Londres, y es autora de The Brightness of Things: An Adventure in Light and Time, además de diversos trabajos académicos.

## Educación
Devlin comenzó su carrera universitaria en humanidades y se graduó de Universidad de la Reina de Belfast en 1997 con un título BA (con honores) en arqueología. Después de decidir que la arqueología le presentaba pocas perspectivas de futuro, regresó a la Universidad para estudiar informática y, en 1999, obtuvo una maestría en esa materia. Luego se mudó a la Universidad de Bristol, donde en 2004 obtuvo un doctorado en ciencias de la computación.

## Carrera académica
En 2003, Devlin comenzó a investigar gráficos de ordenador en arqueología en la Universidad de Bristol, representando modelos 3D de sitios arqueológicos como Pompeya, prestando atención a la representación realista de los efectos de iluminación causados por la composición espectral de las fuentes de luz en el período histórico. Esto involucró la arqueología experimental, la recreación de fuentes de luz y el análisis del rango espectral para cada tipo de vela o lámpara de combustible.
Desde 2007, Devlin ha trabajado en el campo de la interacción humano-computadora e inteligencia artificial en Goldsmiths, y es profesora titular en varias áreas de la informática, incluida la programación, gráficos y animación.
En 2015, Devlin habló con los presentadores de noticias en el Reino Unido sobre el sexismo institucionalizado dentro de la investigación científica y académica después de los comentarios hechos por Tim Hunt sobre las mujeres científicas que trabajan en laboratorios mixtos. Si bien Devlin, junto con muchos otros comentaristas, reconoció que los comentarios eran "bromas", expresó la frustración que muchas mujeres tienen con el sexismo en los campos de la ciencia, la tecnología, la ingeniería y las matemáticas, y tuiteó en broma que no podía presidir una reunión departamental porque ella estaba "demasiado ocupada desmayándose y llorando." Devlin también realiza charlas públicas y escribe para alentar a más mujeres a seguir carreras tecnológicas.
En 2016 Devlin co-presidió el Congreso Internacional sobre Amor y Sexo con Robots celebrado en Londres, Reino Unido, una conferencia anual celebrada desde 2014, cofundado por Adrian David Cheok y David Leva, escritor del libro del mismo nombre, Amor y Sexo con Robots.
Además, en 2016, Devlin fundó el primer hackathon de tecnología sexual del Reino Unido, una conferencia en la que científicos, estudiantes, académicos y otras personas de la industria de la tecnología sexual se reúnen para poner en común ideas y construir proyectos en el campo del sexo y la intimidad con parejas artificiales.
En 2016, Devlin apareció varias veces en los medios discutiendo cuestiones éticas sobre robots sexuales con Kathleen Richardson, profesora de ética de la robótica en la Universidad De Montfort, y fundadora de Campaign Against Sex Robots, que busca prohibir robots sexuales alegando que fomentan el aislamiento, perpetuar la idea de la mujer como propiedad y la deshumanizan. Devlin ha argumentado que no solo sería impracticable una prohibición, sino que a medida que la tecnología se desarrolla, más mujeres deben involucrarse para diversificar un campo dominado por hombres que crean productos para hombres heterosexuales. También señala que la tecnología puede usarse como terapia, citando el uso de inteligencia artificial para tratar la ansiedad y la posible aplicación para comprender la psicología de los delincuentes sexuales.
Devlin habla con frecuencia en conferencias y sus áreas de interés científico incluyen: los problemas sociales y éticos de integrar la inteligencia artificial en la experiencia sexual con sistemas informáticos y robots; las consecuencias humanas y sociales de la IA a medida que se vuelve más sofisticada; mejorar las relaciones sexuales humanas alejándose de una "visión masculina heteronormativa" del sexo y la intimidad utilizando juguetes sexuales, robots y software.
Ha planteado problemas que cree que deben abordarse a medida que se desarrollan estas tecnologías. Estas inquietudes incluyen: si los robots adquieren conciencia de sí mismos, podrán dar su consentimiento informado y tener derecho a tomar decisiones con respecto a sus propios deseos, y si deberían ser suministrados a las personas mayores en centros de atención residencial para compañía y sexo.
Devlin fue nombrada una de las personas más influyentes de Londres en 2017 por Progress 1000, London Evening Standard.

## Publicaciones

### Libros
- Paradata and Transparency in Virtual Heritage, contributor, 2012.[21]
- The Brightness of Things: An Adventure in Light and Time, 2016.[22]
- Love and sex with robots : second International Conference, LSR 2016, London, UK, December 19–20, 2016, Revised selected papers.[23]

### Selección de publicaciones
- Realistic visualisation of the Pompeii frescoes, 2001. (Con Alan Chalmers).[24]
- Dynamic range reduction inspired by photoreceptor physiology, 2005. (Con Erik Reinhard).[25][26]
- Current Practice in Digital Imaging in UK Archaeology, 2006. (Con Alice Chuter)[27]
- Visual calibration and correction for ambient illumination, 2006. (Con Alan Chalmers, Erik Reinhard)[28]
- Investigating Sensorimotor Contingencies in the Enactive Interface, 2014. (Con Janet K. Gibbs)[29]
- One-Touch Pose Detection on Touchscreen Smartphones, 2015. (Con Karsten Seipp)[30]

### Medios de comunicación
Devlin ha escrito para el New Scientist, The Conversation  y ha presentado una charla TEDx titulada Sex Robots.

## Vida personal
Devlin ha hablado públicamente sobre la convivencia con el trastorno bipolar y la epilepsia, y cómo el estrés puede afectar tanto su vida académica como profesional, así como la importancia de incluir los problemas de salud mental en el debate público para reducir el estigma asociado.
Devlin es abierta al hablar acerca de sus relaciones consensuales no monógamas y ha escrito sobre sus experiencias de poliamor.
También está interesada y ha investigado la historia de la vida de Adela Breton, la arqueóloga y exploradora victoriana, y ha contribuido a la exposición de Raising Horizons de mujeres 'relucientes' a lo largo de la historia de la arqueología y la geología.
Está divorciada y tiene una hija.